# Pardosa desolatula
Pardosa desolatula este o specie de păianjeni din genul Pardosa, familia Lycosidae, descrisă de Willis J. Gertsch și Davis, 1940. Conform Catalogue of Life specia Pardosa desolatula nu are subspecii cunoscute.